# Viktors Ščerbatihs
Viktors Ščerbatihs (Dobele, URSS, 6 de octubre de 1974) es un deportista letón que compitió en halterofilia.
Participó en cuatro Juegos Olímpicos de Verano, entre los años 1996 y 2008, obteniendo dos medallas, plata en Atenas 2004 y bronce en Pekín 2008, ambas en la categoría de +105 kg.
Ganó cuatro medallas en el Campeonato Mundial de Halterofilia entre los años 1997 y 20107, y nueve medallas en el Campeonato Europeo de Halterofilia entre los años 1997 y 2008.

## Palmarés internacional
| Juegos Olímpicos   | Juegos Olímpicos            | Juegos Olímpicos  | Juegos Olímpicos |
| Año                | Lugar                       | Medalla           | Categoría        |
| ------------------ | --------------------------- | ----------------- | ---------------- |
| 2004               | Atenas (Grecia)             | Medalla de plata  | +105 kg          |
| 2008               | Pekín (China)               | Medalla de bronce | +105 kg          |
| Campeonato Mundial |                             |                   |                  |
| Año                | Lugar                       | Medalla           | Categoría        |
| 1997               | Chiang Mai (Tailandia)      | Medalla de bronce | +108 kg          |
| 1998               | Lahti (Finlandia)           | Medalla de bronce | +105 kg          |
| 2003               | Vancouver (Canadá)          | Medalla de bronce | +105 kg          |
| 2007               | Chiang Mai (Tailandia)      | Medalla de oro    | +105 kg          |
| Campeonato Europeo |                             |                   |                  |
| Año                | Lugar                       | Medalla           | Categoría        |
| 1997               | Rijeka (Croacia)            | Medalla de bronce | 108 kg           |
| 1999               | La Coruña (España)          | Medalla de bronce | +105 kg          |
| 2000               | Sofía (Bulgaria)            | Medalla de bronce | +105 kg          |
| 2001               | Trenčín (Eslovaquia)        | Medalla de oro    | +105 kg          |
| 2004               | Kiev (Ucrania)              | Medalla de plata  | +105 kg          |
| 2005               | Sofía (Bulgaria)            | Medalla de oro    | +105 kg          |
| 2006               | Władysławowo (Polonia)      | Medalla de oro    | +105 kg          |
| 2007               | Estrasburgo (Francia)       | Medalla de oro    | +105 kg          |
| 2008               | Lignano Sabbiadoro (Italia) | Medalla de oro    | +105 kg          |